# 琉球諸島における経済的社会的発展の促進に関する法律
琉球諸島における経済的社会的発展の促進に関する法律（りゅうきゅうしょとうにおけるけいざいてきしゃかいてきはってんのそくしんにかんするほうりつ、Act to Provide for Promotion of Economic and Social Development in the Ryukyu Islands(PL 86-629 75 Stat 461)）は、琉球列島米国民政府が行う経済援助に法的根拠を与えるアメリカ合衆国の連邦法。通称は「プライス法」である。アメリカ連邦議会のプライス議員が提案したため、この通称名が付いた。
この法律の制定で、米国民政府が行う経済援助に法的根拠が与えられることになり、年間600万ドル（後に1700万ドルに増額）の支出が認められるようになった。（これまでは、米国民政府の経費として年度毎に連邦議会に諮っていた。）
また、琉球政府の収入についてもこの法で明文化され、「租税法律主義」が貫徹されることになった。